# Typhochrestus inflatus
Typhochrestus inflatus är en spindelart som beskrevs av Thaler 1980. Typhochrestus inflatus ingår i släktet Typhochrestus och familjen täckvävarspindlar. Inga underarter finns listade i Catalogue of Life.